# Trichaphodius calcaratoides
Trichaphodius calcaratoides är en skalbaggsart som beskrevs av Renaud Maurice Adrien Paulian 1942. Trichaphodius calcaratoides ingår i släktet Trichaphodius och familjen Aphodiidae. Inga underarter finns listade i Catalogue of Life.